# 부산대학교병원
부산대학교병원(釜山大學校病院, Pusan National University Hospital)은 국립대학교병원으로서 고등교육법에 의하여 의학 및 치의학 등에 관한 교육·연구와 진료를 통하여 의학발전을 도모하고, 국민보건 향상에 기여함을 목적으로 1956년 11월 1일 개원하였으며, 1994년 5월 20일 특수법인으로 전환된 교육부 산하 기타공공기관이다. 권역응급의료센터으로 지정되어 있었으나 2018년 부터 권역응급의료센터 시설 기준을 맞추지 못해 권역응급의료센터를 반납한 후 지역응급의료센터로 지정받았다.

## 현황
내과 등 23개의 의과계 진료부문과 구강내과 등 8개 치과진료 부문, 부속기관으로 의학연구소를 갖추고 있고, 30여개의 전문 검사실과 8개 특수진료센터를 갖추 있으며, 의사, 간호사, 일반직원 등 총 3,200여명의 구성원으로 1,345병상을 운영하고 있다. 부산광역시 서구 구덕로 179 (아미동 1가 10-1)에 위치하고 있다.

## 연혁
- 1956년 11월 1일 부산대학교 의과대학 부속병원 개원
- 1978년 12월 16일 신축 본관 준공
- 1979년 9월 8일 본관 개관 (295병상)
- 1986년 4월 23일 신관 준공
- 1988년 2월 24일 부산대학교 의과대학 부속병원을 부산대학교병원으로 개칭
- 1994년 5월 20일 법인 부산대학교병원 설립
- 1995년 6월 1일 병원 원훈 제정
- 1995년 9월 12일 병원 HI (상징 이미지) 제정
- 1999년 12월 2일 병원 원가 제정
- 2016년 9월 6일 외래센터 증축 개소
- 2017년 12월 27일 상급종합병원 지정
- 2018년 1월 1일 권역응급의료센터 -> 지역응급의료센터 격하

## 같이 보기
- 양산부산대학교병원